# Myrmica laevinodis
Myrmica laevinodis là một loài kiến trong chi Myrmica.